# 夢魔

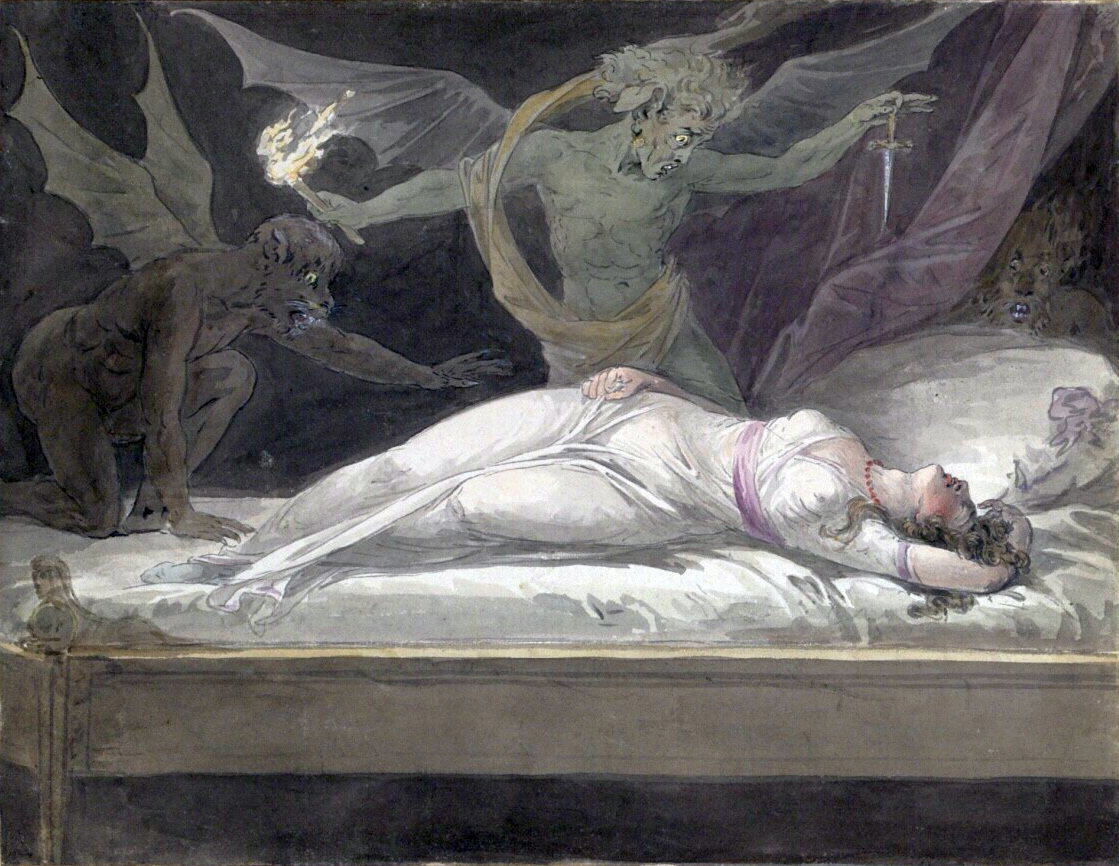
夢淫妖

夢魔（英語：Incubus），又称梦淫妖、男魅魔，是一种民间传说中的男性恶魔，它试图寻求与睡眠中的女性发生性关系；相应的女性形态精神被称为魅魔。许多文化中都存在类似的情况。
在中世纪的欧洲，与梦淫妖的结合被认为会导致女巫、恶魔和畸形人类后代的诞生。据传说，传奇魔法师梅林的父亲是一个梦淫妖。沃尔特·斯蒂芬斯（Walter Stephens）在他的书《魔鬼情人》（Demon Lovers）中写道，有些传统认为，与梦淫妖或女淫妖反复发生性关系可能会导致健康恶化、精神状态受损甚至死亡。在现代心理学用法中，这个术语已经被用来描述一种给人一种沉重的重量或压迫感在胸部和胃部的噩梦。

## 词源和起源故事
英语Incubus一词出自晚期拉丁语单词incubus（“由恶魔引发的噩梦”）。而晚期拉丁语incubus一词源自拉丁语incubō（“噩梦，睡觉时躺在身上的东西”），并进一步源自incubāre（“躺在上面，压在上面，沉思”）。最早明显提到与梦淫妖有相同特征的恶魔来自美索不达米亚的苏美尔王表，大约公元前2400年，英雄吉尔伽美什的父亲被列为Lilu。Lilu被描述为“扰乱”和“诱惑”睡眠中的女性，而莉莉丝（Lilitu），一种女性恶魔，被描述为出现在男性的色情梦中。
另外两个相同特征的恶魔是：Ardat lili，她在夜间拜访男人并从他们那里生下幽灵般的孩子，以及Idlu lili，Ardat lili的男性对应物，他在夜间拜访女人并从她们那里生下孩子。Ardat lili一词源自ardatu（“适婚年龄的女人”），而idlu lili一词源自idlu（“成年男子”）。这些恶魔最初被认为是风暴恶魔（storm demons），但最终确认是夜间恶魔（night demons），可能是由于错误的词源学。

## 關連項目
- 基督教惡魔學中的性
- 魅魔
- 恶魔列表
- 鬼压床